# L'intesa
L'intesa è un film del 1995 diretto da Antonio D'Agostino.

## Trama
Le vicissitudini di una coppia che, una volta spento il fuoco della passione, introduce un terzo incomodo in casa, che scatena un triangolo amoroso.